# 地涌の菩薩
地涌の菩薩（じゆのぼさつ）または地湧の菩薩（「涌」は表外漢字であり、常用漢字である「湧」の異体字）とは、上行菩薩を初めとする法華経に登場する娑婆世界に常住する無数の大菩薩のこと。

## 妙法蓮華経従地涌出品第十五
妙法蓮華経従地涌出品第十五に
弥勒菩薩の問い
地涌の菩薩について弥勒菩薩は釈尊の弟子の中でも法華経において大衆を代表する高位の菩薩であり、様々な世界で修行してきたが、地涌の菩薩は未だ曾て一人も見たことがないと言い、地涌の菩薩は三十二相を具え、この娑婆世界に住していることから、他方の世界には住さず娑婆世界において久遠の昔から常住していた大菩薩であるとされる。
涌出品の後半部では
と、弥勒菩薩がこの地涌の菩薩の徳を見て、この地涌の菩薩が釈尊の弟子であることに疑念を持ち、それは「二十五歳の少年が百歳の老人に対してこれは我が子である」と言っているのと同じであるという譬えをもって、その真意を明らかにしなければ、滅後末法の世界の人々がこのことを信じることができないことを挙げ、その疑念に答えることを請う姿で終わる。
天台大師は『法華文句』に「地涌の菩薩は我が弟子（釈尊の弟子）であるから、まさに我が（釈尊の）法を広めるべきである」といい、妙楽大師は『法華文句記』に「子が父の法を弘める。そこに世界悉檀の利益がある」と説き、道暹は『法華文句輔正記』に「法が久成の法であるゆえに、久成の人に付嘱したのである」と説いている。即ち久遠の法を持つ地涌の菩薩は釈尊より尊いが、それでは釈尊在世の衆生が困惑してしまうゆえに父が釈尊、子が地涌の菩薩という形をとることで、末法の世界の人々が受け入れやすいように釈尊が説法をしたということを説いている。

## 妙法蓮華経如来神力品第二十一
妙法蓮華経如来神力品第二十一では上行菩薩等に如来寿量品第十六で解き明かされた一切の諸仏が悟りを得た根源の本地の法を付嘱している。
神力品の後半部では、地涌の菩薩の上首である上行菩薩が末法の一切の衆生を成仏させることを釈尊が
と宣言している。